# Zoltán Lévai (lottatore 1996)
Zoltán Lévai, noto anche come Zoltán Lévai II (30 gennaio 1996), è un lottatore ungherese, specializzato nella lotta greco-romana.

## Biografia
È fratello maggiore del lottatore Tamás Lévai.
Compete per il Dorogi Nehezatletikai Club Dorog. È noto anche come "Zoltán Lévai II" per distinguerlo dall'omonimo lottatore slovacco, un anno più vecchio di lui.
Agli europei di Roma 2020 ha vinto la medaglia d'argento continentale nel torneo dei 77 chilogrammi, perdendo in finale con l'azero.
Alla Coppa del mondo individuale di Belgrado 2020, competizione che ha preso il posto dei campionati mondiali annullati a causa dell'emergenza sanitaria insorta a causa della pandemia da COVID-19, ha vinto l'argento nei 77 kg, perdendo contro il russo Roman Vlasov.
Ai mondiali di Belgrado 2022 si è laureato vicecampione iridato nei 77 kg, dopo essere rimasto sconfitto in finale dal kirghiso Akzhol Makhmudov.
Ha rappresentato l'Ungheria ai Giochi olimpici estivi di Parigi 2024, dove è stato eliminato dall'azero Sənan Süleymanov ai quarti del torneo dei pesi welter (-77 kg), dopo aver sconfitto il turco Burhan Akbudak agli ottavi.

## Palmarès
- Mondiali

Belgrado 2022: argento nei 77 kg;
- Europei

Roma 2020: argento nei 77 kg.
Zagabria 2023: bronzo nei 77 kg.

## Altre competizioni internazionali
2020
- Argento nei 77 kg nella Coppa del mondo individuale ( Belgrado)

2022
- Bronzo nella Coppa del mondo di lotta a squadre ( Baku)